# 2015年メナー群衆事故
2015年メナー群衆事故（2015 Mina stampede）は、2015年9月24日にサウジアラビアのメッカ近郊の谷メナー（ミナ）で発生した群集事故である。
年1回のハッジ（大巡礼）に訪れていた多数の巡礼者が群衆雪崩を起こし、窒息などにより多数の死傷者を出した。サウジアラビア政府は死者数を769人と発表したが、その後のAP通信の集計では死者数は少なくとも2411人に上ると発表している。1990年7月2日に聖地に向かうトンネル内で1,426人が圧死した事故を上回り、メッカ史上最悪の群集事故となった。

事故現場（赤点）周辺の地図。ジャマラート橋（地図左上）に向かう途上で発生した。

この事故を受け、サウジアラビア国王サルマーン・ビン・アブドゥルアズィーズは大巡礼の運営方法を見直すよう指示した。事故の犠牲者には多数のイラン人が含まれていたため、イランの最高指導者アリー・ハーメネイーはサウジアラビアに対して「責任転嫁や他者の非難をしていないで、サウジはまず責任を認め、全世界のイスラム教徒と遺族に謝罪すべきだ」として謝罪を要求した。
メッカでは13日前の2015年9月11日にも、カーバ神殿があるモスク「マスジド・ハラーム」にクレーンが倒れ、107人が死亡した事故が起きたばかりだった（en:Mecca crane collapse）。